# Ergativ
Ergativ er navnet på en bøjningsform (kasus), som markerer den aktive part i en handling. Ofte er det grundleddet (subjektet) i sætninger med et transitivt udsagnsord; det vil også sige: sætninger med et genstandsled (objekt). Denne bøjningsform findes i baskisk, men ikke i de øvrige sprog i Vesteuropa.
Ergativ forekommer på hindi.